# Steve Rosenberg
Steve Rosenberg, född 1968 i Epping i Storbritannien, är en brittisk journalist på BBC, som specialiserat sig på Östeuropa.
Steve Rosenberg växte upp i Chingford i norra London. Hans farfarsfar Haim Gnesin kom från Sjkloŭ i Vitryssland. Han utbildade sig i ryska studier på University of Leeds, med examen 1991. Han flyttade därefter till Moskva, där han därefter vistades i 15 år. Till en början undervisade han i engelska på Moskvas statliga tekniska universitet. Han arbetade senare för Moskvaupplagan av den amerikanska TV-kanalen CBS. Åren 1994–1996 ingick han i filmteamet och bevakade kriget i Tjetjenien.
Från 1997 var Steve Rosenberg producent för BBC:s Moskvabyrå och från 2003 Moskavakorrespondent för BBC:s TV-kanal. 
Åren 2006–2010 var Rosenberg BBC:s korrespondent i Berlin i Tyskland och från 2016 dess korrespondent i Moskva i en andra omgång. I tillägg utnämndes han den 10 mars 2022 till "Russia Editor of BBC News". 
Steve Rosenberg är sedan omkring 2000–2001 gift med en ryska. Paret har två barn.

### Webbkällor
- Steve Rosenberg to become Russia Editor for BBC News på BBC den 10 mars 2022